# 量 (数学)
量（magnitude，size）或译量值、量级，是数学对象的一种属性，用于决定该对象比其他“同类对象”大还是小。更正式地说，一个对象的量值是在它所属的对象类别中排序或排名的显示结果。“数学的量”是非負實數，可更簡單地想成是其與同類對象比較時，放在同一測量尺度下的“長度”。

## 實數
實數的量通常稱為絕對值或模。它寫作 | x |，並以此定義：
| x | = x , 若 x ≥ 0
| x | = -x , 若 x < 0
這給出在實數線中從零開始的距離。例如-5的模就是|-5|=5。

## 複數
相似地，複數的量稱為模，給出在阿爾岡圖從零開始的距離。這條給出複數的模的公式和勾股定理一樣：
{\displaystyle \left|x+iy\right|={\sqrt {x^{2}+y^{2}}}}
例如-3 + 4i的模為5。

## 歐幾里得向量
在歐幾里得空間中，向量x的實數量，最常指歐幾里得範數，這是由歐幾里得距離引伸過來的：向量自己的內積的平方根：
{\displaystyle ||x||={\sqrt {u^{2}+v^{2}+w^{2}}}}
在此u、v和w是分量（用x來作表記法亦可）。
例如，[4, 5, 6]的量為{\displaystyle {\sqrt {4^{2}+5^{2}+6^{2}}}={\sqrt {77}}}，即約8.775。

## 一般向量空間
一般來說，量的概念可以應用到向量空間，稱為賦範向量空間。將物件對應到其量的函數稱為範數。

## 應用
量永遠非負。比較的大小時，有时使用對數為尺度很有幫助；例如聲音的音量（分貝）和恆星的亮度，这些应用实际上是“物理量”。